# Трибуна (фабрика)
«Трибуна» (торговая марка Tribuna, рус. Трибуна) — российское швейное предприятие по производству женского нижнего белья, основанное в 1933 году. Основная специализация компании — белье и купальники в сегменте больших полнот. Разработка новых моделей осуществляется на базе собственного экспериментального цеха предприятия . Штаб-квартира компании расположена в городе Санкт-Петербург, Россия.

## История
19 декабря 1933 года в г. Ленинграде на базе артели «Фондариз» была создана артель «Трибуна», вошедшая в систему промысловой кооперации. Артель по пошиву одежды и белья была многопрофильной. Всего в те годы в артели работало около 700 человек. Оборудование на первых шагах деятельности «Трибуна» составляли преимущественно швейные машины 15-16 классов.
В 1956 г. Постановлением Совета Министров РСФСР № 554 от 01.09.56г. артель «Трибуна» была реорганизована в фабрику «Трибуна».
В 1957 г. фабрика «Трибуна» была подчинена Управлению швейной промышленности Ленгорисполкома согласно Постановлению Совета Министров РСФСР № 823 от 06.08.57г. и решению Ленгорисполкома № 38 от 15.08.57г.
1 января 1973 г. фабрика «Трибуна» переименована в Ленинградское производственное швейное объединение «Трибуна» в соответствии с Приказом Министерства легкой промышленности СССР № 1 от 02.01.1973 г. и приказом Министерства легкой промышленности РСФСР № 76 от 22.03.73г., и приказом по объединению № 117 от 28.03.73г. ЛПШО «Трибуна» специализировалось по пошиву и выпуску корсетных изделий (бюстгальтера, пояса, полукорсеты, грации, купальные костюмы, пояса-трусы, эластичные пояс -панталоны и пр.).
В 1982 г. головное предприятие завершило реконструкцию, которая длилась более 12 лет, и переехало в новый производственный корпус по адресу: ул. Учительская дом 23 (Калининский район г. Санкт-Петербург).
6 августа 1992 г. головное предприятие ЛПШО «Трибуна» было реорганизовано в соответствии с Постановлением Администрации Калининского района Мэрии СПб № 1281 от 06.08.1992 г. в Закрытое Акционерное Общество «Трибуна».
В 2001 г. в целях расширения внутреннего рынка по продаже женского белья и в условиях наметившегося снижения объёмов заказов на пошив от инофирм, на предприятии происходит масштабная структурная реорганизация: на базе торгового отдела в июле 2001 г. создан ООО «Торговый дом „Бриз“», с октября 2001 г. корсетные изделия производятся только из давальческого сырья на основе заключённых договоров подряда. Основными заказчиками являлись итальянская фирма «LOVABLE» и ООО "Торговый дом «Бриз».
В 2003 году произошло обновление производственных мощностей, при производстве белья стало использоваться зарубежное сырье.
В 2004 году появилась торговая марка Tribuna FineLingerie, которая базировала свою миссию на четырёх принципах: Стиль, Комфорт, Качество, Элегантность. Обновленный бренд остался верен многолетним традициям — комфортное белье с наивысшим качеством.
В 2010 году, бренд Tribuna FineLingerie ассортимент компании расширился: были разработаны коллекции цветного нижнего белья и коллекця купальников. За это время продукция не раз была награждена различными премиями, как Российскими, так и Французскими.
В 2015 году компания произвела рестайлинг. Необходимость изменений была продиктована ситуацией на рынке. На сегодняшний день главным принципом работы компании является нацеленность на комфорт в больших полнотах.

## Позиционирование
В 2014 Tribuna на основе маркетинговых исследований было принято решение о рестайлинге бренда. Он был осуществлен совместно с агентством Brandson Branding Agency. В процессе рестайлинга в основу бренда были положены такие ценности, как комфорт, элегантность и индивидуальность.

## Продукция
В ассортимент компании входят следующие виды продукции выпускаемые под брендом Tribuna:
- Классическая коллекция нижнего белья
- Корректирующее белье
- Модная коллекция
- Купальники

## Каналы продаж
- Оптовая торговля
- Фирменная сеть магазинов
- Интернет-продажи